# 克雷斯頓 (伊利諾伊州)
克雷斯頓（英語：Creston）是一個位於美國伊利諾伊州奧格爾縣的城市。

## 地理
克雷斯頓的座標為42°55′51″N 88°57′56″W / 42.93083°N 88.96556°W，而該地的平均海拔高度為276米（即906英尺）。

## 人口
根據2010年美國人口普查的數據，克雷斯頓的面積為2.94平方千米，當中陸地面積為2.94平方千米，而水域面積為0.00平方千米。當地共有人口662人，而人口密度為每平方千米225.17人。